# Друг (роман)
«Друг» — роман американської письменниці Сіґрід Нуньєс, що вийшов у видавництві Riverhead Books 2018 року. У книжці розповідається про романістку без імені, яка усиновила німецького дога, що належав її покійному другу та наставнику.

## Написання та публікація
На написання роману Нуньєс надихнули знайомі та друзі, які були переконані, що їх життя закінчиться самогубством. Подруга Нуньєс покінчила життя самогубством, коли вона писала роман «Друг». Нуньєс також черпала натхнення з роману Елізабет Гардвік «Безсонні ночі».
Роман містить автобіографічні елементи та написаний у гібридному стилі, який, за словами Нуньєс, дозволив у книжці «писати есе» та «медитувати».

## Короткий зміст
Неназвана оповідачка, письменниця, яка живе на Мангеттені, згадує життя та недавнє самогубство свого найкращого друга та наставника, також неназваного. Звертаючись до нього від другої особи, вона розповідає про три проблемні шлюби свого друга та про його кар’єру професора коледжу. Оповідачка розповідає, що головним пунктом розбрату між нею та її другом були його незаконні зв’язки зі студентками. Оповідачка зустрічається з третьою дружиною свого друга, яка просить її усиновити старшого німецького дога свого друга, Аполлона. Дружина, яку оповідачка називає «Третя дружина», пояснює, що Аполлон ніби в траурі і його тимчасово помісили до вольєра. Згадуючи історію про Хатіко, оповідачка неохоче погоджується прийняти Аполлона.
Хоча собаки заборонені в її будинку, оповідачка згадує закон Нью-Йорка щодо утримання домашніх тварин у квартирах: якщо орендар відкрито тримає собаку у квартирі упродовж трьох місяців, і упродовж цих трьох місяців орендодавець не вживає заходів для виселення орендаря, орендар може законно тримати собаку. Хоча наглядач за будівлею оповідачки, Гектор, каже їй позбутися Аполлона, оповідачка сподівається, що Гектор не повідомить власника упродовж трьох місяців.
У вільний час оповідачка викладає майстер-клас з письма в центрі для постраждалих від торгівлі людьми. Коли вона читає твори жертв і піклується про Аполлона, то згадує кілька фільмів і романів із темами страждання, самогубства та зв’язків між людиною та собакою, зокрема фільми «Ліля назавжди» та «Білий бог», а також романи «Ганьба» (особливо улюблений її другом) і «Мій пес тюльпан». Коли оповідачка міцніше прив'язується до Аполлона, Гектор зізнається, що розповів господареві про її собаку. Коли оповідачка стає більш замкнутою, стає очевидним, що її виселення ймовірне, і її друзі та родичі намагаються втрутитися. Друга дружина друга, «Друга дружина», нарешті пропонує взяти Аполлона, щоб оповідачка могла зберегти квартиру. На превелике розчарування друзів, оповідачка відмовляється.
Вона починає читати Аполлонові «Листи до молодого поета» вголос, виявляючи, що це заспокоює його, і згадує визначення кохання автора Райнера Марії Рільке: «...дві самотності, які захищають, межують і вітають одна одну». Натхненна та зі схвалення свого терапевта оповідачка реєструє Аполлона як тварину емоційної підтримки, що дозволяє їй залишити квартиру.
Оповідачка помічає, що артрит Аполлона загострюється, і боїться його смерті. Вона уявляє останню розмову між нею та її другом, у якій вона розповідає йому, що пише про нього роман. Хоча оповідачка каже, що вона змінила ключові деталі, її друг засмучений і просить її запевнити його, що нічого поганого з собакою не станеться.
Десь у найближчому майбутньому оповідачка бере літню відпустку на Лонг-Айленді з Аполлоном, який зараз дуже хворий. З ґанку вона слухає океан і дивиться на Аполлона, що лежить у траві. Вона бачить рій білих метеликів, що пересуваються по галявині, і думає, що їм варто остерігатися Аполлона, який міг би вбити більшість із них одним укусом. Однак метелики сідають на Аполлона, а собака не рухається. Оповідачка усвідомлює, що сталося, і в останньому реченні роману сумує: «О, друже мій, друже мій!»

## Прийняття

### Критичне прийняття
Загалом роман отримав переважно позитивні відгуки. Критики високо оцінили зображення стосунків між оповідачкою та її усиновленою собакою. Згідно з Book Marks, книжка отримала консенсус «захоплива» на основі двадцяти одного відгуку: сімнадцять «захоплива» і чотири «позитивні». У Books in Media книжка отримала оцінку п’ять із п’яти на основі трьох рецензій критиків. У випуску «Bookmarks» за травень/червень 2018 року книжка отримала чотири бали з п’яти. У критичному огляді журналу сказано: «Книжки про стосунки між людиною та собакою, як пише критик Wall Street Journal, зазвичай дотримуються формули: «Віддана, саможертовна чи чарівно хаотична собака якось вчить невиправну, егоїстичну чи надмірно дисципліновану людину чогось про любов». Це не така книжка».
Нуньєс сказала, що була здивована реакцією на роман, частково тому, що інші її твори не привернули такої уваги.
Геллер МакАлпін, який пише для NPR, описує, як «Нуньєс спритно перетворює цю потенційно жахливу історію на проникливу, зворушливу медитацію про втрату, комфорт, пам’ять, те, що означає бути письменником сьогодні, а також про різні форми любові та дружби — зокрема між людьми та їхніми домашніми тваринами. Усе це на 200 напружених сторінках». Подібним чином Лідія Гаас з журналу Harper's пише, що «роман Сіґрід Нуньєс, який завдає несподіваного удару, є вишуканим прикладом історії про людину та тварину. Він подає себе як тонко вигадану мемуарну розповідь про горе, в якій безіменна письменниця, схожа на Нуньєс, після самогубства свого улюбленого наставника усиновлює його розбитого серцем німецького дога, Апполона. Гаас продовжує, зазначаючи, що «тон роману «Друг» сухий, чіткий, прямий — це найнадійніший спосіб здійснити таке глибоке дослідження страждань і прихильності. Більше з естетичних, ніж моральних причин, оповідачка припиняє спробу писати про групу жінок, що пережили травму, з якими вона волонтерила, і поступово, болісно створює натомість цю книгу, яку ми читаємо. Хтось тут маніпулює, але чи за рахунок читача, чи за рахунок суб'єкта (померлого наставника) — залишається навмисно неясним. Частина інтриги полягає в питанні, чи «щось погане» станеться з собакою.

### Відзнаки
Роман отримав Національну книжкову премію з художньої літератури. 2024 року книжка посіла 68 місце у списку 100 найкращих книжок 21 століття за версією New York Times, які відбирала Емма Страуб.

## Екранізація
Роман «Друг» екранізували режисери Скотт МакҐігі та Девід Сігел,  Наомі Воттс зіграла роль оповідачки.

## Переклад українською
2025 року у видавництві «Ще одну сторінку» вийшов український переклад роману «Друг». Перекладачка — Анастасія Дудченко.